# 卡齐米日·诺瓦克
卡齐米日·诺瓦克（1897年1月11日—1937年10月13日），生於波蘭斯特雷市（現屬烏克蘭），波蘭的一位旅遊家、特派員及攝影師。第一次世界大戰後，他定居於波蘭的波茲南市（Poznań）。
於1931至1936年期間，他獨個以步行及腳踏車遊遍非洲，被他跨越過的距離長達四萬公里。他很可能是世界上第一位創出這個紀錄的人。他的成就亦被刊載於《Rowerem i pieszo przez Czarny Ląd (Polish) / By bicycle and on foot across the Dark Continent (English)》一書內。他於波茲南市渡過晚年。